# Deutsch-lesothische Beziehungen
Die Deutsch-lesothischen Beziehungen sind das zwischenstaatliche Verhältnis zwischen Deutschland und Lesotho. Diplomatische Beziehungen zwischen beiden Ländern bestehen seit 1966.

## Geschichte
Die Bundesrepublik Deutschland nahm nach der Unabhängigkeit Lesothos am 15. Februar 1966 diplomatische Beziehungen mit dem jungen Staat auf und eröffnete zwei Jahre später eine Botschaft in Maseru. 1976 etablierte Lesotho auch offizielle diplomatische Beziehungen mit der DDR und 1982 besuchte der lesothische Premierminister Leabua Jonathan für drei Tage die DDR bei einem Staatsbesuch.
1994 schloss Deutschland seine Botschaft in Maseru, als Ersatz wurde 2005 eine gemeinsame konsularische Anlaufstelle mit der Alliance française in Maseru eröffnet. Lesotho ist weiterhin mit einer Botschaft in Berlin vertreten.
Zwischen beiden Ländern kommt es gelegentlich zu Staatsbesuchen. Lesothos König Letsie III. besuchte Deutschland im April 2013 und im Mai 2023. Der deutsche Bundespräsident Frank-Walter Steinmeier besuchte Lesotho im Dezember 2024 als erstes deutsches Staatsoberhaupt.

## Wirtschaftsbeziehungen
Die deutschen Wirtschaftsbeziehungen zu dem Land sind unterentwickelt. 2024 lagen die deutschen Warenexporte nach Lesotho bei 4,4 Millionen Euro und die Importe aus dem Land bei 4,8 Millionen Euro. In der Rangliste der deutschen Handelspartner nimmt Lesotho damit Rang 183 ein.
Über die regionale Zusammenarbeit der EU mit der Entwicklungsgemeinschaft des südlichen Afrika (SADC) leistet Deutschland in Lesotho Entwicklungshilfe. Schwerpunkte sind Wassermanagement, der Ausbau erneuerbarer Energien, der Aufbau regionaler Wertschöpfungsketten und die Prävention geschlechtsspezifischer Gewalt. Die GIZ ist in Lesotho mit einem Büro präsent. Daneben gibt es nichtstaatliche Hilfsprojekte.

## Kulturbeziehungen
Der Deutsche Akademische Austauschdienst arbeitet mit der National University of Lesotho, der einzigen Universität des Landes, zusammen, um den Austausch von Studenten und Lehrkräften zu ermöglichen.
Der Deutsche Antoine Hey trainierte zwischen September 2004 und Januar 2006 die lesothischen Fußballnationalmannschaft.